# Município de West Jefferson (condado de Ashe, Carolina do Norte)
Localização da Carolina do Norte nos E.U.A.
O município de West Jefferson (em inglês: West Jefferson Township) é um localização localizado no  condado de Ashe no estado estadounidense da Carolina do Norte. No ano 2010 tinha uma população de 4.614 habitantes.

## Geografia
O município de West Jefferson encontra-se localizado nas coordenadas 36° 22′ 57,45″ N, 81° 29′ 08,38″ O.